# 資州
資州（ししゅう）は、中国にかつて存在した州。南北朝時代から民国初年にかけて、現在の四川省中東部に設置された。

## 魏晋南北朝時代
553年（廃帝2年）、西魏により資州が置かれた。

## 隋代
隋初には、資州は2郡3県を管轄した。583年（開皇3年）、隋が郡制を廃すると、資州の属郡は廃止された。605年（大業元年）、普州が廃止され、資州に統合された。607年（大業3年）に州が廃止されて郡が置かれると、資州は資陽郡と改称され、下部に9県を管轄した。隋代の行政区分に関しては下表を参照。
| 隋代の行政区画変遷 | 隋代の行政区画変遷 | 隋代の行政区画変遷 | 隋代の行政区画変遷   | 隋代の行政区画変遷 | 隋代の行政区画変遷 | 隋代の行政区画変遷                                             |
| 区分               | 開皇元年           | 開皇元年           | 開皇元年             | 開皇元年           | 区分               | 大業3年                                                        |
| ------------------ | ------------------ | ------------------ | -------------------- | ------------------ | ------------------ | -------------------------------------------------------------- |
| 州                 | 資州               | 資州               | 普州                 | 普州               | 郡                 | 資陽郡                                                         |
| 郡                 | 資陽郡             | 資中郡             | 普感郡               | 安居郡             | 県                 | 資陽県 盤石県 内江県 威遠県 普慈県 安岳県 隆康県 安居県 大牢県 |
| 県                 | 資陽県             | 盤石県 内江県      | 多業県 安岳県 永康県 | 柔剛県             | 県                 | 資陽県 盤石県 内江県 威遠県 普慈県 安岳県 隆康県 安居県 大牢県 |

## 唐代
618年（武徳元年）、唐により資陽郡は資州と改められた。742年（天宝元年）、資州は資陽郡と改称された。758年（乾元元年）、資陽郡は資州の称にもどされた。資州は剣南道に属し、盤石・資陽・丹山・清渓・内江・竜水・月山・銀山の8県を管轄した。

## 宋代
宋のとき、資州は潼川府路に属し、盤石・資陽・内江・竜水の4県を管轄した。

## 元代以降
元により資州は廃止された。元末の明玉珍が再び資州を置いた。1371年（洪武4年）、明により資州は資県に降格され、成都府に属した。
1727年（雍正5年）、清により資県は資州直隷州に昇格した。資州直隷州は四川省に属し、資陽・内江・仁寿・井研の4県を管轄した。
1912年、中華民国により資州直隷州は廃止され、資中県と改められた。